# Trung Hưng, Cần Thơ
Trung Hưng là một xã thuộc thành phố Cần Thơ, Việt Nam.

## Địa lý
Xã Trung Hưng có vị trí địa lý:
- Phía đông giáp phường Thuận Hưng và phường Thới Long
- Phía tây giáp xã Thạnh Phú
- Phía nam giáp xã Thới Hưng
- Phía bắc giáp phường Trung Nhứt và xã Vĩnh Thạnh.

Xã Trung Hưng có diện tích 61,07 km², dân số năm 2024 là 55.012 người, mật độ dân số đạt 900 người/km².

## Lịch sử
Ngày 20 tháng 9 năm 1975, Bộ Chính trị ban hành Nghị quyết số 245-NQ/TW về việc hợp nhất tỉnh Cần Thơ (ngoại trừ huyện Thốt Nốt), tỉnh Sóc Trăng, tỉnh Trà Vinh, tỉnh Vĩnh Long thành một tỉnh, tên gọi tỉnh mới cùng với nơi đặt tỉnh lỵ sẽ do địa phương đề nghị lên.
Ngày 20 tháng 12 năm 1975, Bộ Chính trị ban hành Nghị quyết số 19/NQ về việc hợp nhất tỉnh Cần Thơ (bao gồm cả huyện Thốt Nốt của tỉnh Long Xuyên), tỉnh Sóc Trăng thành một tỉnh mới, tên gọi tỉnh mới cùng với nơi đặt tỉnh lỵ sẽ do địa phương đề nghị lên.
Ngày 24 tháng 2 năm 1976, Chính phủ Cách mạng lâm thời Cộng hòa miền Nam Việt Nam ban hành Nghị định số 3/NQ/1976 về việc hợp nhất tỉnh Cần Thơ, tỉnh Sóc Trăng và thành phố Cần Thơ thành một tỉnh mới, lấy tên là tỉnh Hậu Giang.
Ngày 28 tháng 3 năm 1983, Hội đồng Bộ trưởng ban hành Quyết định số 21-HĐBT về việc chia xã Trung An thuộc huyện Thốt Nốt thành xã Trung An và xã Trung Hưng.
Ngày 26 tháng 12 năm 1991, Quốc hội ban hành Nghị quyết về việc chia tỉnh Hậu Giang thành tỉnh Cần Thơ và tỉnh Sóc Trăng.
Ngày 26 tháng 11 năm 2003, Quốc hội ban hành Nghị quyết số 22/2003/QH11 về việc chia tỉnh Cần Thơ thành thành phố Cần Thơ trực thuộc trung ương và tỉnh Hậu Giang.
Ngày 2 tháng 1 năm 2004, Chính phủ ban hành Nghị định số 05/2004/NĐ-CP về việc:
- Thành lập huyện Cờ Đỏ thuộc thành phố Cần Thơ.
- Thành lập huyện Vĩnh Thạnh thuộc thành phố Cần Thơ.
- Chuyển xã Trung Hưng thuộc huyện Thốt Nốt về huyện Vĩnh Thạnh mới thành lập quản lý.
- Xã Trung Thạnh thuộc huyện Thốt Nốt.

Ngày 23 tháng 12 năm 2008, Chính phủ ban hành Nghị định số 12/NĐ-CP về việc:
- Điều chỉnh 201,85 ha diện tích tự nhiên và 1.047 nhân khẩu của xã Trung Hưng thuộc huyện Vĩnh Thạnh về xã Trung Thạnh thuộc huyện Thốt Nốt quản lý.
- Điều chỉnh 545,19 ha diện tích tự nhiên và 2.426 nhân khẩu của xã Trung Hưng về xã Thạnh Lộc, huyện Vĩnh Thạnh quản lý.
- Điều chỉnh toàn bộ 3.459,87 ha diện tích tự nhiên và 20.469 nhân khẩu còn lại của xã Trung Hưng thuộc huyện Vĩnh Thạnh về huyện Cờ Đỏ quản lý.
- Điều chỉnh toàn bộ 2.399,56 ha diện tích tự nhiên và 18.063 nhân khẩu của xã Trung Thạnh thuộc huyện Thốt Nốt về huyện Cờ Đỏ quản lý.
- Thành lập huyện Thới Lai thuộc thành phố Cần Thơ.

Ngày 12 tháng 6 năm 2025, Quốc hội ban hành Nghị quyết số 202/2025/QH15 về việc sắp xếp đơn vị hành chính cấp tỉnh (nghị quyết có hiệu lực từ ngày 12 tháng 6 năm 2025). Theo đó, sáp nhập tỉnh Hậu Giang và tỉnh Sóc Trăng vào thành phố Cần Thơ.
Ngày 16 tháng 6 năm 2025:
- Quốc hội ban hành Nghị quyết số 203/2025/QH15[12] về việc Sửa đổi, bổ sung một số điều của Hiến pháp nước Cộng hòa xã hội chủ nghĩa Việt Nam. Theo đó, kết thúc hoạt động của đơn vị hành chính cấp huyện trong cả nước từ ngày 1 tháng 7 năm 2025.
- Ủy ban Thường vụ Quốc hội ban hành Nghị quyết số 1668/NQ-UBTVQH15[13] về việc sắp xếp các đơn vị hành chính cấp xã của thành phố Cần Thơ năm 2025 (nghị quyết có hiệu lực từ ngày 16 tháng 6 năm 2025). Theo đó, thành lập xã Trung Hưng thuộc thành phố Cần Thơ trên cơ sở toàn bộ 25,23 km² diện tích tự nhiên, quy mô dân số là 29.422 người của xã Trung Thạnh và toàn bộ 35,84 km² diện tích tự nhiên, quy mô dân số là 25.590 người của xã Trung Hưng thuộc huyện Cờ Đỏ.

Xã Trung Hưng có 61,07 km² diện tích tự nhiên và quy mô dân số là 55.012 người.